# Hemitriccus orbitatus
El titirijí de anteojos (Hemitriccus orbitatus), también denominado mosqueta oliva, es una especie de ave paseriforme de la familia Tyrannidae perteneciente al género Hemitriccus. Es endémico del sureste de Brasil.

## Distribución y hábitat
Se distribuye por el sureste de Brasil desde el este de Minas Gerais y Espírito Santo, Río de Janeiro, São Paulo, Paraná, Santa Catarina hasta el extremo noreste de Rio Grande do Sul.
Esta especie es considerada poco común en sus hábitats naturales: el estrato bajo y medio de selvas húmedas de la  Mata atlántica y bosques mesófilos, en bosques secundarios maduros entre el nivel del mar y 600 m de altitud, ocasionalmente hasta los 900 m.

## Descripción
Mide 12 cm de longitud. Son características distintivas de la especie los prominentes bordes externos blanquecinos de las terciarias, el anillo ocular y la lista loral blancos.

## Comportamiento
Esta especie es sintópica con Hemitriccus diops y Hemitriccus nidipendulus. Prefiere el denso enmarañado de lianas y los bambuzales cerrados de bordes de forestas y bosques secundarios.

### Vocalización
Su voz parece con insectos. Produce un sonoro rufar de alas cuando vuela de una percha para otra.

## Estado de conservación
El tititirjí de anteojos ha sido calificado como casi amenazado por la Unión Internacional para la Conservación de la Naturaleza (IUCN) debido a la sospecha de que su población está declinando moderadamente rápido debido a la pérdida de hábitat. Las amenazas a su ambiente provienen de la conversión para agricultura y deforestación para minería y plantaciones (Fearnside 1996). Las amenazas principales actuales son la urbanización, la industrialización y la expansión de la agricultura y la construcción de rutas asociada (Dinerstein et al. 1995). Ocurre en diversas áreas protegidas como la reserva especial Patrimonio Natural de Volta Velha (Santa Catarina), en la reserva de la biosfera de Serra de Paranapiacaba y en el Parque nacional de la Tijuca.

## Sistemática

### Descripción original
La especie H. orbitatus fue descrita por primera vez por el naturalista alemán Maximilian zu Wied-Neuwied en 1831 bajo el nombre científico Escarthmus orbitatus; la localidad tipo es «"altos bosques brasileños", restringido posteriormente para Rio Doce, Espírito Santo, Brasil».

### Etimología
El nombre genérico masculino «Hemitriccus» se compone de las palabras del griego « ἡμι hēmi» que significa ‘pequeño’, y « τρικκος trikkos»: pequeño pájaro no identificado; en ornitología, «triccus» significa «atrapamoscas tirano»; y el nombre de la especie «orbitatus» proviene del latín y significa ‘ojo’ (refiriéndose estrictamente a la cavidad ocular).

### Taxonomía
Es monotípica. Anteriormente fue incluida dentro de los ahora obsoletos géneros Euscarthmornis y después Idioptilon.